# Näsviken (Strömsund)
Näsviken is een plaats in de gemeente Strömsund in het landschap Jämtland en de provincie Jämtlands län in Zweden. De plaats heeft 221 inwoners (2005) en een oppervlakte van 65 hectare. De plaats ligt net buiten de plaats Strömsund aan de overzijde van een meer en er is een brugverbinding met deze plaats. Door Näsviken loopt de Europese weg 45.